# Proasellus micropectinatus
Proasellus micropectinatus és una espècie de crustaci isòpode pertanyent a la família dels asèl·lids.

## Hàbitat
És una espècie demersal, la qual viu a l'aigua dolça.

## Distribució geogràfica
Es troba a Europa: els Apenins (Itàlia).